# Clint Marcelle
Clint Sherwin Marcelle (ur. 9 listopada 1968 w Port-of-Spain) – trynidadzko-tobagijski piłkarz występujący na pozycji pomocnika.

## Kariera klubowa
Swoją karierę rozpoczął w 1989 w zespole United Petrotrin. W 1990 przeszedł do portugalskiej Académiki Coimbra, grającej w drugiej lidze. Następnie był zawodnikiem trzecioligowego klubu RD Águeda, a od 1992 ponownie występował w drugiej lidze, broniąc barw drużyn Vitória Setúbal, Rio Ave FC oraz FC Felgueiras. Z Felgueiras awansował w sezonie 1994/1995 do pierwszej ligi, w której zadebiutował 20 sierpnia 1995 w zremisowanym 2:2 spotkaniu z GD Chaves.
W 1996 przeszedł do angielskiego zespołu Barnsley. W sezonie 1996/1997 wywalczył z nim awans z Division One do Premier League. W nowej lidze swój pierwszy mecz rozegrał 8 sierpnia 1997 przeciwko West Hamowi (1:2). W sezonie 1997/1998 zajął z klubem 19. miejsce w lidze i spadł z nim z powrotem do Division One. W sezonie 1999/2000 był wypożyczony z Barnsley do Scunthorpe United (Division Two). W grudniu 1999 definitywnie odszedł z Barnsley, a jego następnym klubem był amatorski zespół Goole.
Wraz z początkiem sezonu 2000/2001 wrócił do zawodowego futbolu, zostając zawodnikiem Hull City z Division Three, a później występował w zespole ligowego rywala – Darlington. Następnie już do końca kariery w 2006 występował głównie na szczeblu amatorskim.

## Statystyki ligowe
| Rozgrywki                 | Poziom | Kraj       | Mecze | Gole |
| ------------------------- | ------ | ---------- | ----- | ---- |
| Primeira Liga             | I      | Portugalia | 21    | 0    |
| Segunda Liga              | II     | Portugalia | 93    | 10   |
| Campeonato de Portugal    | III    | Portugalia | 23    | 4    |
| Premier League            | I      | Anglia     | 20    | 0    |
| Division One              | II     | Anglia     | 49    | 8    |
| Division Two              | III    | Anglia     | 10    | 0    |
| Division Three League Two | IV     | Anglia     | 41    | 2    |

## Kariera reprezentacyjna
W reprezentacji Trynidadu i Tobago zadebiutował 19 kwietnia 1992 w wygranym 2:1 meczu el. do MŚ 1994 z Barbadosem, a 30 lipca 1995 w wygranym 5:0 pojedynku Pucharu Karaibów z Saint Vincent i Grenadynami strzelił swojego pierwszego gola w kadrze.
W 1998 został powołany do drużyny na Złoty Puchar CONCACAF, na którym zagrał w meczach z Hondurasem (3:1) i Meksykiem (2:4, gol), a Trynidad i Tobago zakończył turniej na fazie grupowej.
W latach 1992–2000 w drużynie narodowej rozegrał 19 spotkań i zdobył trzy bramki.